# São Pedro das Missões
São Paulo das Missões est une municipalité brésilienne située dans l'État du Rio Grande do Sul.